# 사루토비 사스케
사루토비 사스케(일본어: 猿飛佐助)는 사나다 유키무라의 10용사의 한 사람이다.